# Klášter Zmrtvýchvstání Páně (Zaragoza)

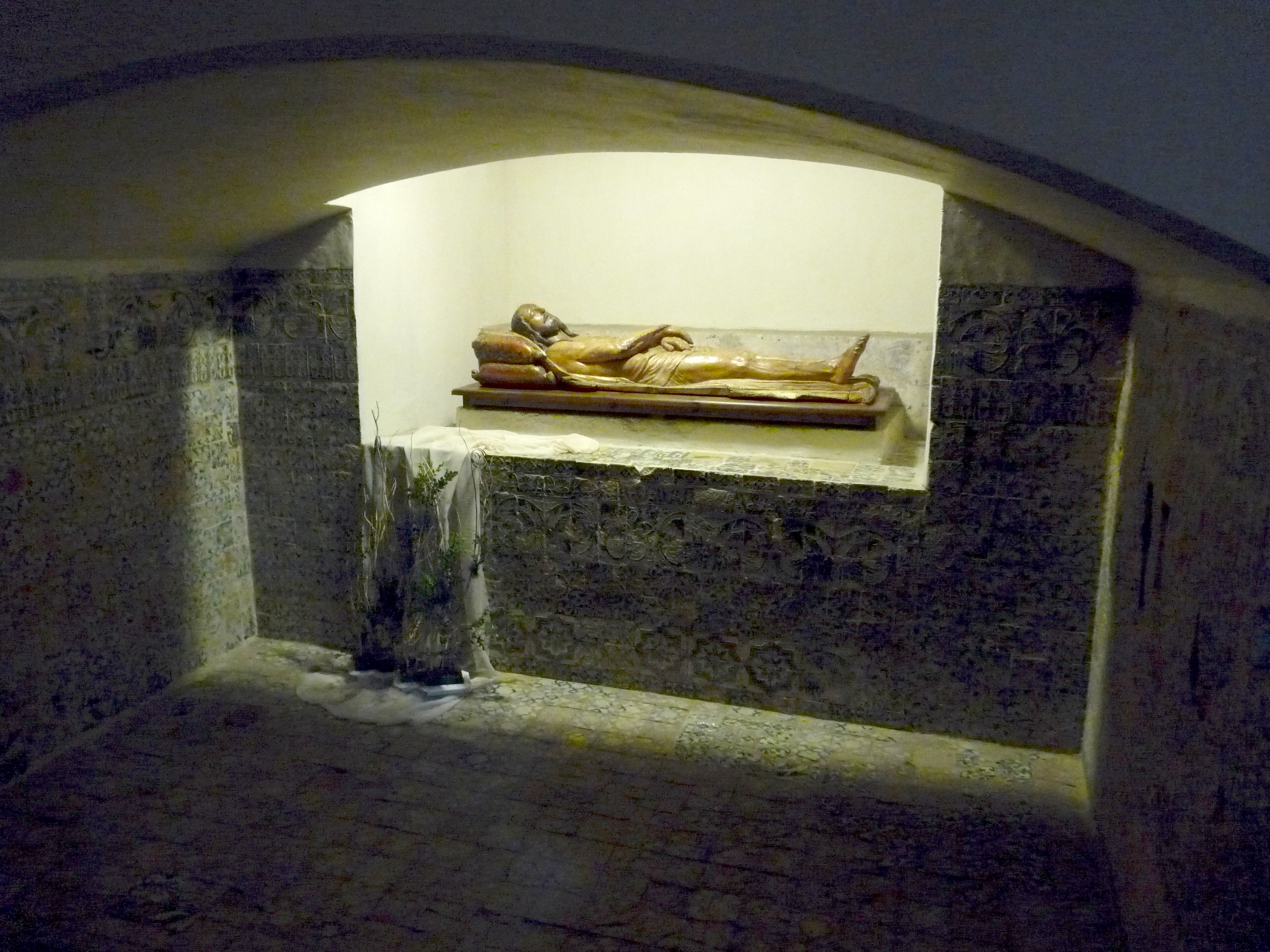
Boží hrob v kapitulním sále kláštera

Klášter Zmrtvýchvstání Páně v Zaragoze je klášter Řeholních kanovnic Božího hrobu (sepulchrinek), založený na počátku 14. století a doposud sloužící svému původnímu účelu. Jeho architektura ze 14. století je španělskou kulturní památkou a představuje dobrý příklad mudéjarské architektury.

## Stručná historie

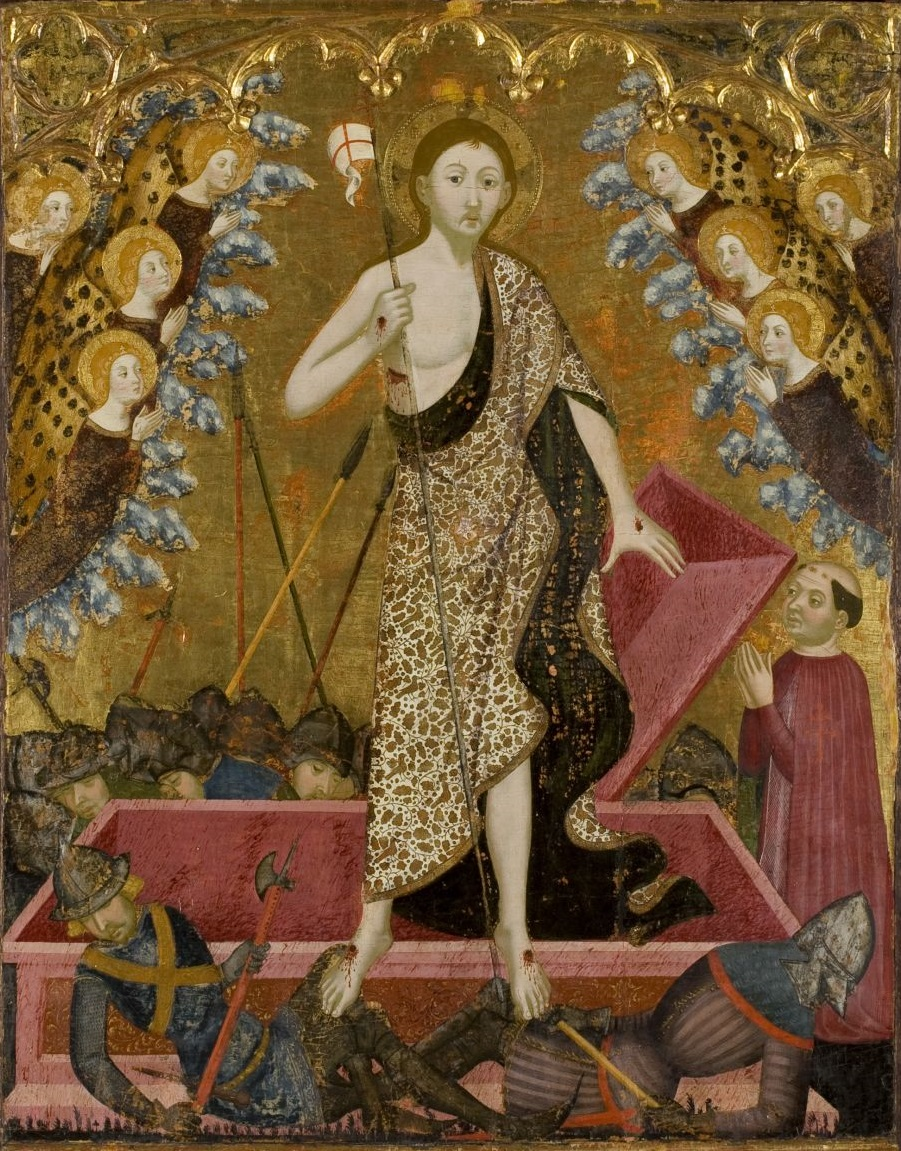
Jaume Serra namalované mezi lety 1361 a 1362

Klášter byl založen 13. května 1306 markýzou Gil de Rada, vdovy po donu Pedrovi Fernándezovi de Hijar, prvnímu pánovi Hijaru. Stavba probíhala po celé 14. století a byla podporována aragonskými králi a jejich rodinou, zaragozským arcibiskupem Lope Fernándezem de Luna a především bratrem Martinem de Alpartir, kanovníkem Božího hrobu v Calatayudu. Jeho závěť z 24. června 1381 nám sděluje, že se v tomto okamžiku za jeho štědrého přispění budovala křížová chodba, kapitulní sál a refektář (jídelna), ale i další klášterní prostory.

## Umělecké památky
Malý kostel Božího hrobu může pocházet ze samého počátku 14. století, z doby založení kláštera. Oltářní retábl z počátku 17. století má v centru postavu zmrtvýchvstalého Krista.
Z tohoto kostela se vchází do kapitulního sálu kláštera, který má čtvercový půdorys a je zaklenut vysokou křížovou klenbou s jediným svorníkem. Žebra klenby doléhají na čtyři kamenné sloupky s hlavicemi zdobenými listovými motivy, které pravděpodobně pocházejí z velké mešity v Zaragoze. Sál je vyzdoben mudéjarskými nástěnnými malbami, které na omítce imitují skládanou cihlu, vegetální lemování a splétané ornamentální motivy. V kapitulním sále se také nachází pod úrovní terénu krypta Božího hrobu, vyhloubená v jedné z věží hradební zdi města. V ní se nalézá uctívaná socha Krista ležícího v hrobě, kvalitní řezba, jejíž polychromii lze datovat do počátku 16. století.
Křížová chodba je postavena z cihel, má čtvercový půdorys a je strukturována do tří úrovní. Dolní ambit je zaklenutá čtvercová chodba s prostými křížovými klenbami. Zachovalo se několik klenebních patek, hlavic a lemových kamenů (některé z alabastru) s bohatou sochařskou výzdobou, především s patriarchálním křížem řádu Božího hrobu. Původní refektář (jídelna) kláštera je velký a vysoký sál obdélného půdorysu zaklenutý třemi klenebními poli křížové klenby. Sál byl obnoven roku 1560.